# Lewis David von Schweinitz

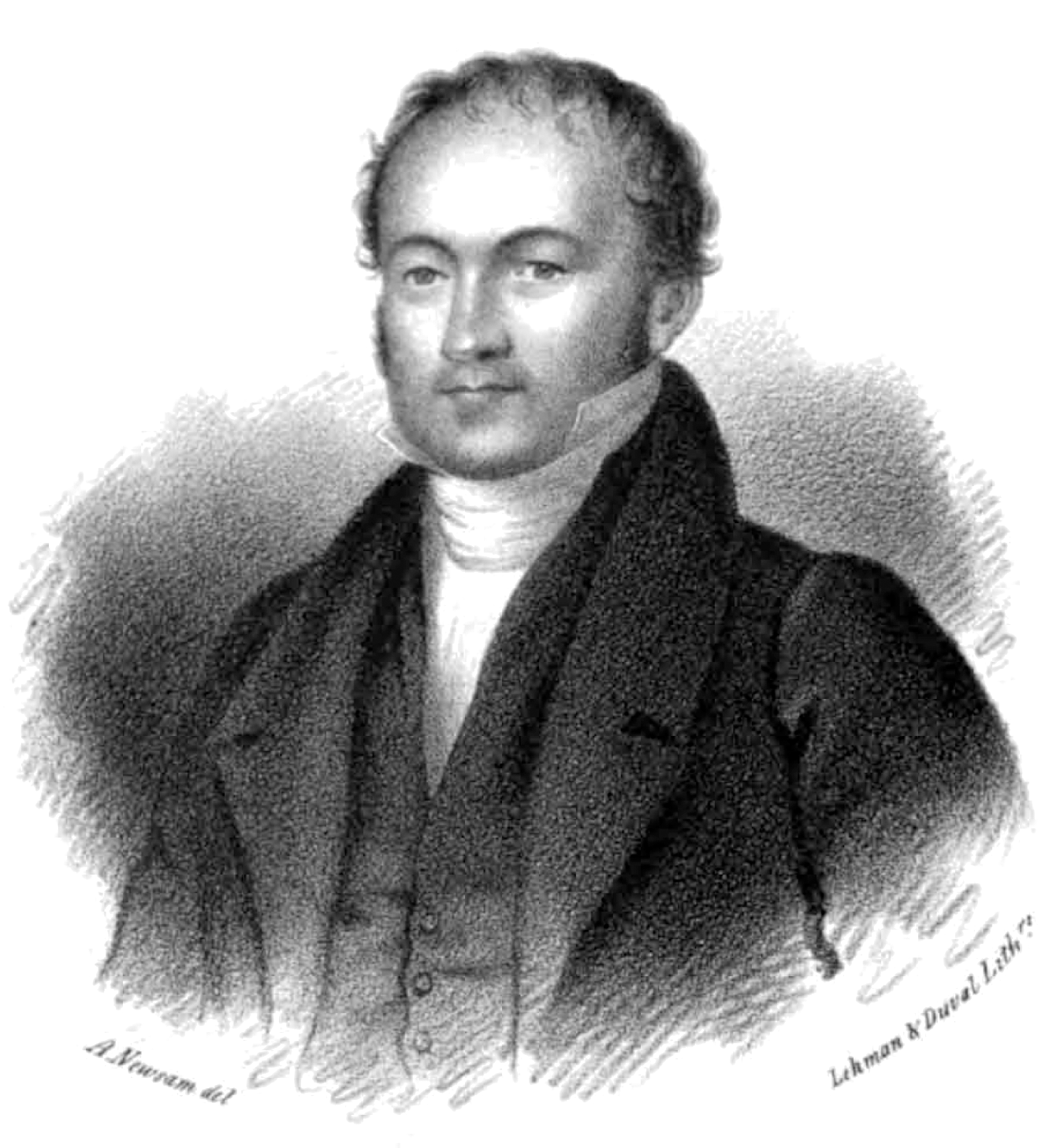
Lewis David von Schweinitz

Lewis David von Schweinitz (auch Ludwig David von Schweinitz und Schweiniz oder de Schweinitz, Schweiniz; * 13. Februar 1780 in Bethlehem, Pennsylvania, USA; † 8. Februar 1834 ebenda) war ein deutsch-amerikanischer Geistlicher, Administrator und Vorstand der Herrnhuter Brüder in Nordamerika.
Sein besonderes Interesse galt der Mykologie und Botanik. Sein botanisch-mykologisches Autorenkürzel lautet Schwein. Wegen seiner umfangreichen mykologischen Arbeiten gilt er als der Begründer der modernen Mykologie in Nordamerika.

## Herkunft
Lewis David von Schweinitz wurde als Urenkel des Stifters der Herrnhuter Brüdergemeine, Nikolaus Ludwig von Zinzendorf und Pottendorf, in der Herrnhuter-Siedlung Bethlehem (Pennsylvania) geboren. Seine Eltern waren Hans Christian Alexander von Schweinitz (* 17. Oktober 1740; † 26. Februar 1802) und dessen Ehefrau Anna Dorothea Elisabeth (* 25. April 1754; † 10. Mai 1813), die älteste Tochter von Benigna Justine von Watteville. Sein Vater war Verwalter der Besitzungen der Herrnhuter Brüdergemeine in Nordamerika.

## Leben
1798 besuchte Lewis David von Schweinitz in Deutschland das Theologische Seminar in Niesky, Oberlausitz. Dort studierte er Theologie und Botanik. Durch seinen Lehrer Johannes Baptista von Albertini wurde er auf die Mykologie aufmerksam gemacht und begann lebenslang dazu zu forschen und zu publizieren. Zusammen mit Albertini wurde 1805 eine erste Beschreibung von Pilzen der Oberlausitz veröffentlicht. Ab 1801 unterrichtete er als Lehrer an der Unitäts-Knabenanstalt in Niesky. Ab 1807 arbeitete er als Pfleger der ledigen Brüder in Gnadenberg (Schlesien), und 1808 wurde er Vorsteher des ledigen Brüderchors in Gnadau.
1812 kehrte von Schweinitz wieder in den USA zurück, und er wurde Administrator der Unitätsbesitzungen in Salem, jetzt Winston-Salem, North Carolina und übte verschiedene weitere Dienste für die Brüdergemeine aus. 1818 wurde er als amerikanischer Vertreter für die Generalsynode in Deutschland gewählt. 1819 wurde er von der Generalversammlung in den Vorstand der University of North Carolina gewählt. 1821 war er als Inspektor einer Pensions-Mädchenanstalt in Bethlehem, Pennsylvania, tätig. Gleichzeitig wurde er Hauptpastor der Brüdergemeine im gleichen Ort. 1825 reiste er als amerikanischer Vertreter an die Generalsynode der Herrnhuter nach Deutschland. Er starb 1834 im Dienst der Brüder-Unität in Bethlehem.

## Familie
Lewis David von Schweinitz heiratete am 24. Mai 1812 in Niesky Luise Amalie Le Doux (* 18. Mai 1791; † 28. Oktober 1858). Das Paar hatte mehrere Kinder:
- Emil Adolphus (* 26. Oktober 1816; † 3. November 1879), Bischof der Brüderkirche ⚭ 1842 Sophia Hermann (* 14. Februar 1822; † 21. März 1883)
- Robert William (* 20. September 1819; † 29. Oktober 1901), Pastor ⚭ 1846 Maria von Tschirsky und Bögendorff (* 6. Januar 1826; † 11. Februar 1881)
- Edmund Alexander de Schweinitz (* 20. März 1825; † 18. Dezember 1887), Dr. theol., Bischof der Brüderkirche

⚭ 1850 Lydia Johanna Amalie von Tschirsky und Bögendorff (* 10. Oktober 1829; † 12. September 1866)
⚭ 1868 Isabell Allison Boggs (* 26. Februar 1838)
- Bernhard Eugen (* 16. August 1828; † 20. Juni 1854), Pastor ⚭ 1852 Marie Ottilie Goepp (* 16. September 1831)

## Ehrungen
Nach ihm benannt ist die Pflanzengattung Schweinitzia Elliott (synonym mit Monotropsis) aus der Familie der Heidekrautgewächse (Ericaceae).

## Werk, Sammlungen und Nachlass
Von Schweinitz reiste viel in North Carolina und Pennsylvania umher, um die Flora zu erforschen und neue Pilzarten zu entdecken. Ein wichtiger Landschaftsraum dafür war der Hanging Rock State Park in North Carolina.
Die Mehrheit seiner Sammlungen, die insgesamt 23.000 Exemplare umfasst, wird in der Academy of Natural Sciences (heute: Drexel University) in Philadelphia aufbewahrt. Ein Nachkomme von ihm, der Arzt George E. de Schweinitz aus Philadelphia, übergab 1903 der Akademie die Teile zwei, drei und fünf seiner Sammlungen; Emily de Schweinitz Lemly schenkte 1913, zehn Jahre später, Teil eins. Teil vier, der Fungorum Niskiensium Icones, or Drawings of fungi enthält, wurde nicht publiziert und verblieb zuerst in Familienbesitz. Er wurde von Adelaide Fries am 16. November 1945 der botanischen Abteilung von William Chambers Coker, dem Coker Arboretum, übergeben und ist nun in der Sammlung der Wilson Library der University of North Carolina.

## Werk und Schriften
- mit Johannes Baptista von Albertini: Conspectus Fungorum in Lusatiae Superioris Agro Niskiensi Crescentium e Methodo Persooniana. Leipzig 1805 (deutscher Titel: Betrachtung der Pilze der Oberlausitz, die auf den Feldern um Nisky wachsen, nach der Methode von Persoon; dieses Werk enthält 1130 Arten, davon 127 neue Arten).

In Nordamerika beschrieb Schweinitz 3000 Pilze, davon 1200 neue Arten als alleiniger Verfasser.
- Specimen florae Americae cryptogamicae, 1821.
- Synopsis Fungorum Carolinae Superioris, 1822.
- Synopsis Fungorum in America Boreali Media Degentium, 1832.